# Huarpean
Huarpean je malena etnolingvistička porodica američkih Indijanaca iz Argentine, koja obuhvaća jezike i plemena nastanjenih u provincijama San Juan i Mendoza.
Jezici kojima su govorila plemenna Allentiac, Millcayac i Huarpe Puntano činili su samostalnu porodicu huarpean, kojoj treba pridodati i jezike Indijanaca Puelche de Cuyo, Pehuenches Antiguos ili Drevni Pehuenche, koji se ne smije brkati s jezikom porodice Araucanian, Camiare ili Južni Comechingón, Sjeverni Comechingón ili Hênia i možda Olongasta.